# Chiesa di San Francesco di Stampace
San Francesco di Stampace è stata una chiesa di Cagliari in stile romanico-gotico. Si trovava nel quartiere di Stampace, in corso Vittorio Emanuele II, tra via Angioy e via Sassari, e di essa sopravvive, in via Mameli, il chiostro, oggi di proprietà privata, che è interessato da un progetto di restauro per riportarlo agli antichi splendori, mentre il convento è stato in parte inglobato da alcuni palazzi.
La chiesa fu demolita dal Comune nel 1875.

## Storia
La costruzione della chiesa cominciò nel 1275 (data ricavata dai documenti originali di acquisto dei terreni da parte dei francescani). 
Dopo il 1871, anno in cui il campanile fu colpito da un fulmine, la chiesa fu progressivamente abbandonata, fino a quando non si decise di demolirla per costruire al suo posto delle abitazioni. Contemporaneamente i locali del chiostro vennero occupati dai carabinieri, che vi installarono la legione.

## Descrizione
La chiesa aveva pianta a croce latina e a una navata. Presentava caratteri romanici e gotico catalani.
Al suo interno si trovavano alcune tra le più importanti opere d'arte dell'epoca: retabli dei fratelli Cavaro e numerosi altri dipinti, la maggior parte dei quali sono ora ospitati alla Pinacoteca Nazionale di Cagliari.

## Opere già in chiesa

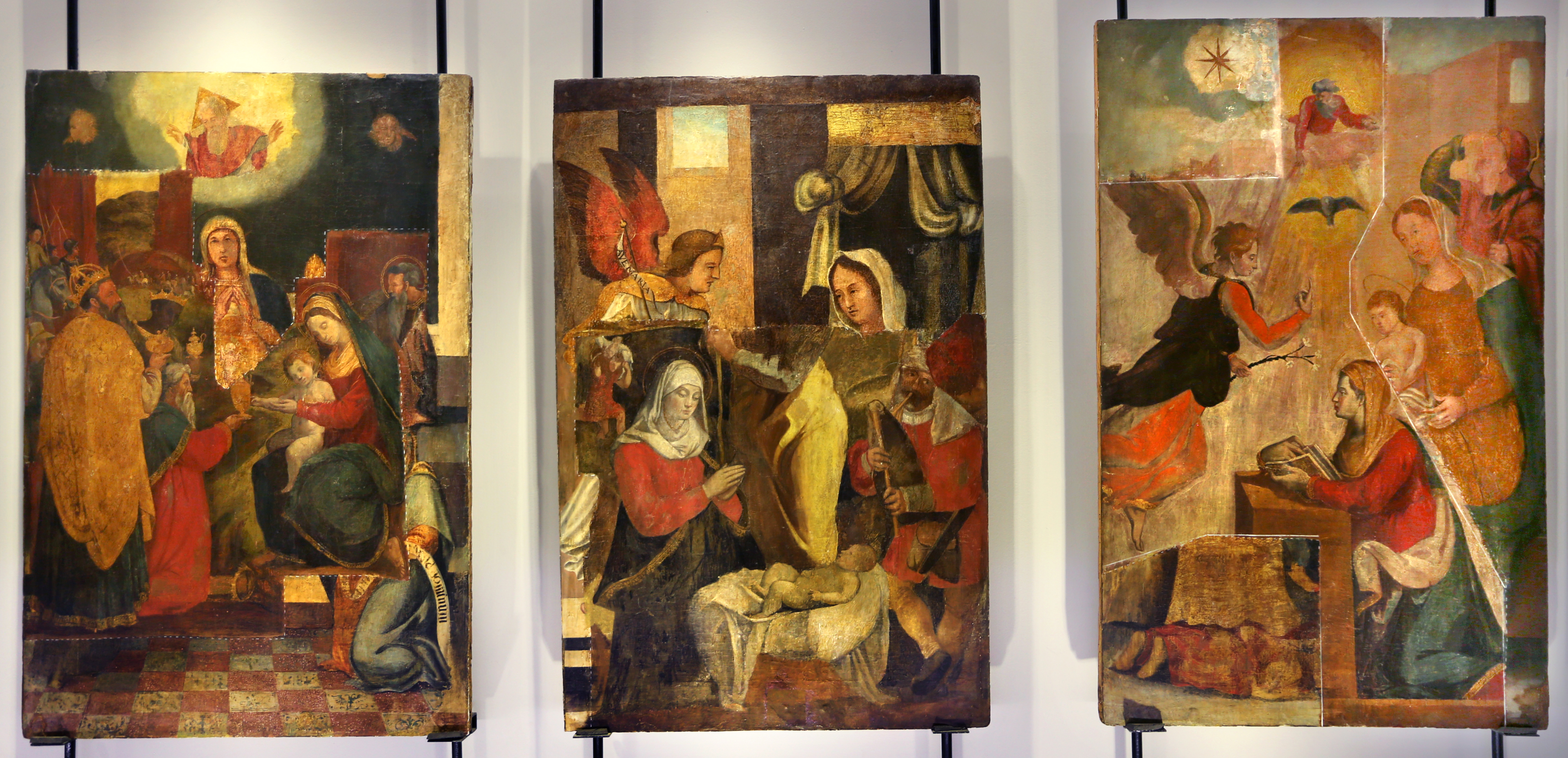
Elementi del Polittico di Nostra Signora della neve

Dei molti dipinti presenti già nella chiesa e oggi nella Pinacoteca nazionale si segnalano:
- Antioco Mainas, predella del Retablo di Santa Maria di Monserrat, 1550-70 circa
- Bottega toscana, armadio-reliquiario con Evangelisti, XVI secolo
- Giovanni Gioseffo Santi, Vedute e capricci, 1685 circa
- Joan Barcelo, Retablo della Visitazione, 1490-1510 circa
- Joan Mates, Retablo dell'Annunciazione, 1410 circa
- Maestro del Presepio, Retablo del Presepio, 1490 circa
- Maestro di Castelsardo, Retablo della Porziuncola, post 1492
- Michele Cavaro, elementi dal Polittico di Nostra Signora della neve, 1568
- Michele Cavaro, Trittico della Consolazione, 1535-40
- Pietro e Michele Cavaro, Pala di Sant'Agostino, ante 1537
- Rafael Thomas e Joan Figuera, Retablo di san Bernardino, 1455
- Scuola campana, Retablo di San Cristoforo, 1590 circa
- Scuola dell'Italia del sud, San Girolamo, XVII secolo
- Scuola forse sarda, Crocifissione, 1810 circa

Il pulpito di Carlo V, così chiamato perché ospitò l'imperatore in occasione di una messa nel 1535, durante la visita a Cagliari, si trova ora nella vicina chiesa di San Michele. 
Il sarcofago di donna Violante Carroz, che si trovava nella facciata della chiesa, venne acquistato dalla famiglia Cao Pinna che lo portò a Decimomannu, dove ancora oggi si trova, nella cappella del cimitero del paese.